# Гудзенко Віталій Іванович
Віталій Іванович Гудзенко (нар. 15 липня 1971, с. Іванівка, Білоцерківський район, Київська область) — український політик. Народний депутат України VIII скликання.

## Життєпис
Віталій Іванович Гудзенко народився в родині селян. Батько Віталія, Іван Антонович все життя проробив механізатором в колгоспі «Світанок» (с. Іванівка Білоцерківського району Київської області). Мати, Ганна Трохимівна, спочатку працювала дояркою, а потім ланковою в тому ж самому колгоспі. Віталій Іванович Гудзенко був третьою дитиною в родині. У нього є дві старші сестри: Валентина Іванівна та Меланія Іванівна.

### Освіта
У 2008 році закінчив Київський національний університет внутрішніх справ за спеціальністю «Правознавство». В 2010 році закінчив Білоцерківський національний аграрний університет за спеціальністю «Агрономія». У 2013 році — Національну академію державного управління при Президентові України за спеціальністю «Державне управління».

### Кар'єра
Гудзенко почав працювати у сімнадцятилітньому віці трактористом іванівського колгоспу «Світанок». З 1989 по 1991 рік проходив строкову службу у лавах Радянської Армії. За роки своєї трудової діяльності працював водієм реабілітаційного комерційного центру «Чорнобиль» (1992—1993 ), заступником генерального директора корпорації «Рапід» (1993—1999), заступником директора ТОВ «Копіленд» (1999—2002), заступником директора ТОВ «Сабі-Україна» (2002—2003 ), президентом Благодійного фонду «Розвиток українського футболу» (з травня по листопад 2003 року), генеральним директором ПП «Торг-Імпекс» (2003—2005), приватним підприємцем (2004—2011 ), головою правління ТОВ ФК «Агро-Лідер-Україна» (2008 — квітень 2012 р., а потім з серпня 2012 — листопад 2014). З квітня 2012 року почав працювати заступником голови Київської обласної державної адміністрації, однак у серпні того ж року звільнився за власним бажанням.

### Політична діяльність
З листопада 2005 року по липень 2006 року — член Соціалістичної партії України.
З січня 2010 року по березень 2012 року — член партії «Сильна Україна». З липня 2010 року по березень 2012 року голова Київської обласної організації політичної партії «Сильна Україна».
У 2006 році був обраний депутатом Білоцерківської районної ради. Очолював депутатську комісію з питань транспорту, енергетики й зв'язку. З 2010 року по 2014 рік — депутат Київської обласної ради, заступник голови постійної комісії з питань освіти та науки.
Брав активну участь у місцевих виборах 2010 року. Очолював виборчу кампанію Київської обласної партійної організації «Сильна Україна». Під його керівництвом до органів місцевого самоврядування Київської області пройшли понад 640 депутатів.
На виборах до Верховної Ради України у 2012 році йшов позапартійним самовисуванцем по 92-му одномандатному виборчому округу, але поступився висуванцю від Партії Регіонів.
На позачергових виборах до Верховної Ради України у 2014 році, Віталія Гудзенка було висунуто кандидатом в народні депутати України від партії «Блок Петра Порошенка» по 92-му одномандатному виборчому округу. Віталій Гудзенко здобув перемогу з результатом 27,03 %, отримавши 23 248 голосів виборців на свою підтримку. У парламенті став членом комітету Комітету Верховної Ради України з питань податкової та митної політики.

## Особисте життя
Разом з дружиною Тетяною виховує двох синів[джерело?].

## Хобі
Полюбляє подорожувати. Є прихильником активного способу життя та відпочинку.

## Відео
- Історія успіху. Віталій Гудзенко. «Агро-Лідер-Україна» [Архівовано 30 березня 2016 у Wayback Machine.], 05.09.2014, 5 канал.
- Тетіїв. Вибори 2012. 92 округ [Архівовано 1 квітня 2016 у Wayback Machine.], 16.10.2012, 5 канал.